# Balâtre (Jemeppe-sur-Sambre)
Pour les articles homonymes, voir Balâtre.
Balâtre (en wallon Balausse) est une section de la commune belge de Jemeppe-sur-Sambre située en Région wallonne dans la province de Namur.
C'était une commune à part entière avant la fusion des communes de 1977.

## Géographie
Balâtre est situé le long de la Ligne et du Ri de Grand-Vau. Le centre du village occupe un surplomb qui domine le confluent, sur l'ubac de la vallée de la Ligne. L'adret se caractérise par des bois présentant des phénomènes karstique (Bois Belin). Les villages de Balâtre et Saint-Martin sont contigus.

### Hameaux
- La Campagnette.
- Le Pelémont.
- Les Bancs.
- Le Trou Machot.

### Évolution urbanistique
L'organisation de la place du village était typique du sillon Sambre et Meuse avec l'église, la maison communale, la petite école et un café. Mais les bâtiments communaux ont été détruits après la fusion des communes et le café est devenu une salle de réception.
Contrairement à d'autres villages des environs, Balâtre résiste assez bien au phénomène de la rurbanisation. La plupart des nouvelles habitations sont bâties dans des espaces libres à l'intérieur du village, et non en périphérie.

## Évolution démographique
- Source: DGS, 1831 à 1970=recensements population, 1976= habitants au 31 décembre

## Patrimoine et culture

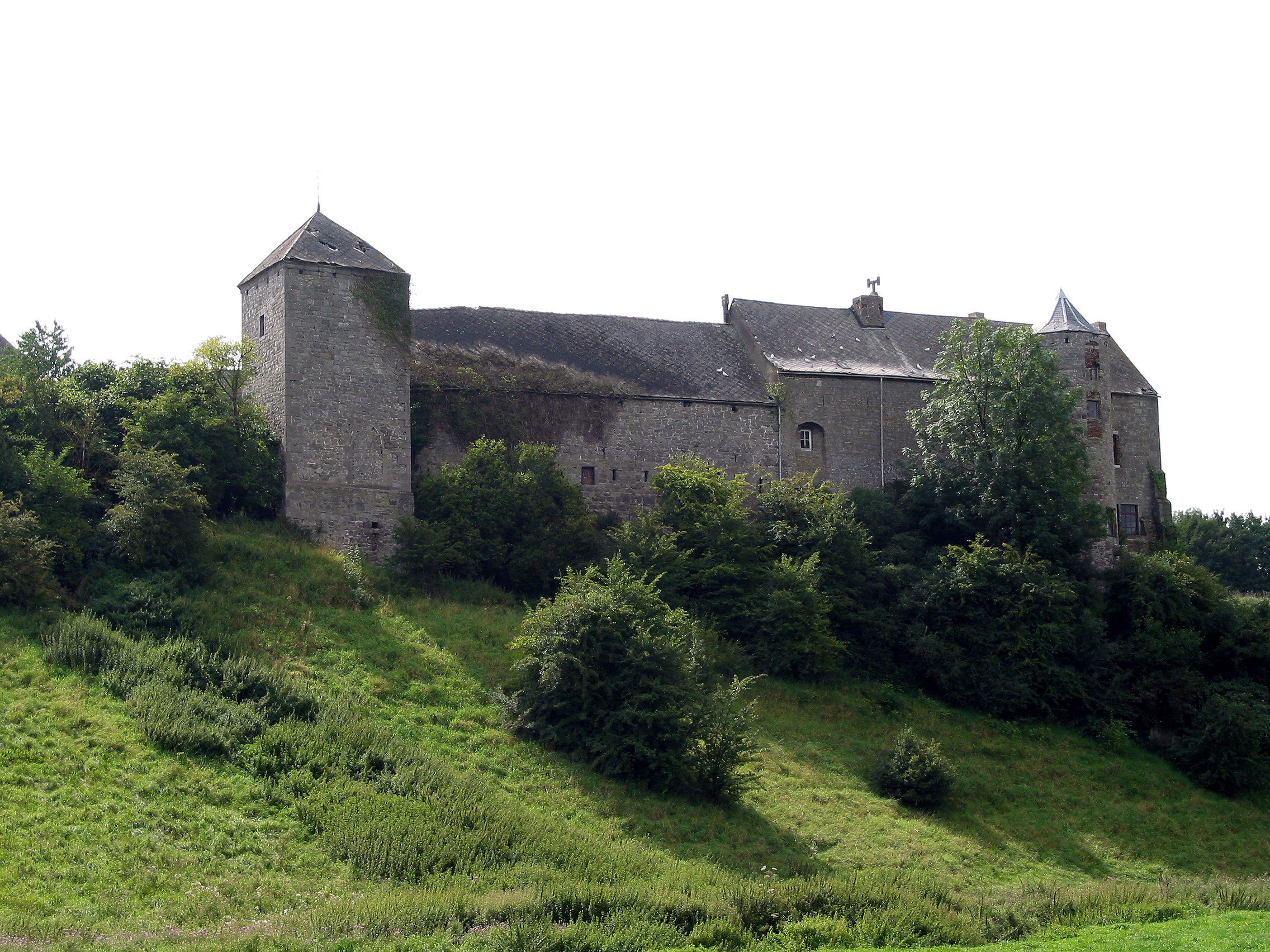
Le château-ferme.

### Patrimoine architectural et naturel
- Le château-ferme de Balâtre. Accroché sur un flanc de vallon ensemble fortifié développé en quadrilatère à partir d'un donjon médiéval. Le château est l'ancien fief tenu par Nicolas de Condé et Isabelle de Morialmé au début du XIIIe siècle, passé dans les familles de Seilles en 1380, del Juverie en 1406, T'Serclaes en 1511, Tilly en 1652 et de Ponti jusqu'à la Révolution française[2].
- Eglise Saint-Aldegonde. Reconstruite en 1832 en style néo-classique et qui conserve une tour de la 2e moitié du XVIIIe siècle[2].
- Ferme du Tienne, place Communale. Ensemble datant de la 1re moitié du XVIIIe siècle[3].
- L'ancien moulin situé rue des Fonds au confluent de l'Aldegonde et de la Ligne. Il est cité au début du XVIIe siècle. Bâtisse en L reconstruite en moellon chaulée au début du XVIIIe siècle[4].
- Le Bois Belin.

### Culture

#### Légende
Sur l'adret, le long de la Rue des Bancs, un affleurement calcaire forme un éperon escarpé dominant la plaine alluviale. Au pied de cet affleurement s'ouvre une petite grotte. Cette grotte est petite, il est impossible de s'y tenir debout, et tient essentiellement à un long boyau parsemé de quelques salles. On l'appelle le Trou des Nutons. D'après la légende, cette grotte est peuplée par des nutons. Ces petits êtres seraient serviables et bien intentionnés. Tout un chacun peut laisser devant la grotte un travail à accomplir (ligne à laver, bois à couper…) avec de la nourriture : les nutons s'en chargeront durant la nuit. Mais gare à celui qui se montrerait radin avec les nutons. Le travail sera fait mais il sera la victime de leurs mauvaises farces.
Une autre légende prétend que cette grotte aboutit dans l'ancienne cure du village voisin de Bothey. Ce genre d'histoire est monnaie courante dans cette région.